# Martin Strege
Martin Strege (* 21. Februar 1966 in Kassel) ist ein ehemaliger deutscher Hindernis- und Marathonläufer.
Über 3000 Meter Hindernis belegte er bei den Leichtathletik-Weltmeisterschaften 1993 in Stuttgart den 14. Platz. 1994 wurde er bei den Leichtathletik-Europameisterschaften in Helsinki Sechster, 1995 bei den Weltmeisterschaften in Göteborg Achter und 1996 bei den Olympischen Spielen in Atlanta Zehnter.
1994 und 1995 wurde er Deutscher Meister im 3000-Meter-Hindernislauf.
Auf der 42,195-Kilometer-Distanz kam er 1993 beim Berlin-Marathon auf den 15. Platz. Jeweils Zehnter wurde er beim Berlin-Marathon 1998 und beim Hamburg-Marathon 1999, bei dem er überdies Zweiter in der Wertung der Deutschen Marathonmeisterschaft wurde.
Er startete als Aktiver für die LG Baunatal - Kassel, ESC Erfurt, Erfurter LAC sowie den SV Creaton Großengottern.
Martin Strege ist als Polizeihauptkommissar Ausbilder an der Verwaltungs-Fachhochschule Wiesbaden, Abteilung Kassel, tätig.

## Persönliche Bestzeiten
- 3000 m: 7:49,38 min, 18. August 1995, Köln
- 5000 m: 13:53,50 min, 10. Juni 1998, Warstein
- 10.000 m: 29:36,76 min, 3. Mai 1991, Aichach
- Halbmarathon: 1:05:28 h, 13. September 1998, Körle
- Marathon: 2:12:41 h, 20. September 1998, Berlin
- 3000 m Hindernis: 8:18,57 min, 11. August 1995, Göteborg